# Агуляро
Агуля̀ро (на италиански: Agugliaro; на венециански: Agujaro, Агуяро) е село и община в Северна Италия, провинция Виченца, регион Венето. Разположено е на 13 m надморска височина. Населението на общината е 1407 души (към 2015 г.).